# Время в Европе

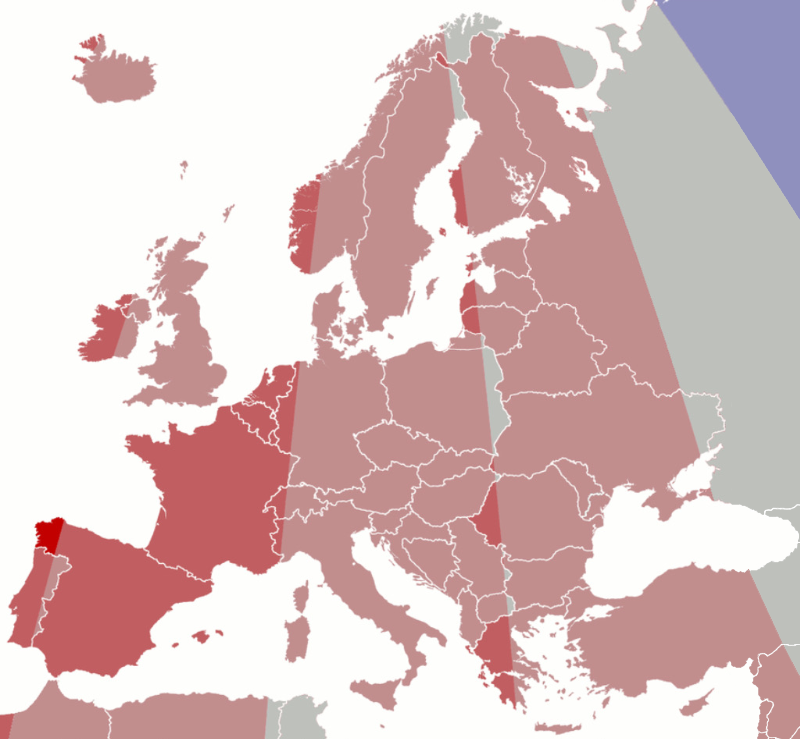
На этой карте показана разница между стандартным временем и местным средним временем в Европе в летний период. Большая часть Западной Европы значительно опережает местное солнечное время.

Европу охватывают семь основных часовых поясов (от UTC−01:00 до UTC+05:00), не считая смещения летнего времени (пять из них можно увидеть на карте, причём одна западная зона включает Азорские острова, а одна дальняя восточная зона охватывает европейскую часть Казахстана). Большинство европейских стран используют летнее время и гармонизируют свои летние поправки
Часовые пояса, фактически используемые в Европе, значительно отличаются от единообразного зонирования, основанного исключительно на долготе, которое используется, например, в системе морского времени. Теоретически мир можно разделить на 24 часовых пояса, каждый из которых имеет 15 градусов долготы. Однако из-за географических и культурных факторов нецелесообразно делить мир так равномерно, и фактические часовые пояса могут значительно отличаться от часовых поясов, основанных исключительно на долготе. В Европе широкое использование центральноевропейского времени (CET) приводит к значительным отклонениям в некоторых областях от солнечного времени. Исходя из солнечного времени, CET будет находиться в диапазоне от 7,5 до 22,5°E. Однако, например, Испания (почти полностью в Западном полушарии) и Франция (почти полностью к западу от 7,5° в.д., как показано на карте ниже) теоретически должны использовать GMT, как они это делали до Второй мировой  Страны Бенилюкса также теоретически должны использовать GMT.
Россия и Белоруссия соблюдали «постоянное летнее время» с марта 2011 года по октябрь 2014 года. С октября 2014 года в России действует «постоянное зимнее время». Исландию можно считать «де-факто» постоянным летним временем, потому что с 1968 года она использует время UTC круглый год, несмотря на то, что расположена более чем на 15° к западу от нулевого меридиана. Таким образом, он должен быть расположен в UTC−01:00, но предпочитает оставаться ближе к континентальному европейскому времени, в результате чего местное время значительно опережает местное солнечное время; Это не имеет большого практического значения из-за больших различий в продолжительности светового дня в этой стране.

В сентябре 2018 года Еврокомиссия предложила прекратить соблюдение летнего времени в ЕС В марте 2019 года Европейский парламент проголосовал за предложение о прекращении сезонного перевода часов в 2021 году.. Законодательство ЕС определяется как Парламентом, так и Советом Европейского Союза, и Совет не принял своего решения.  должно было до апреля 2020 года решить, оставаться ли ему на постоянной основе на своем прежнем «летнем времени» или на «зимнем времени».

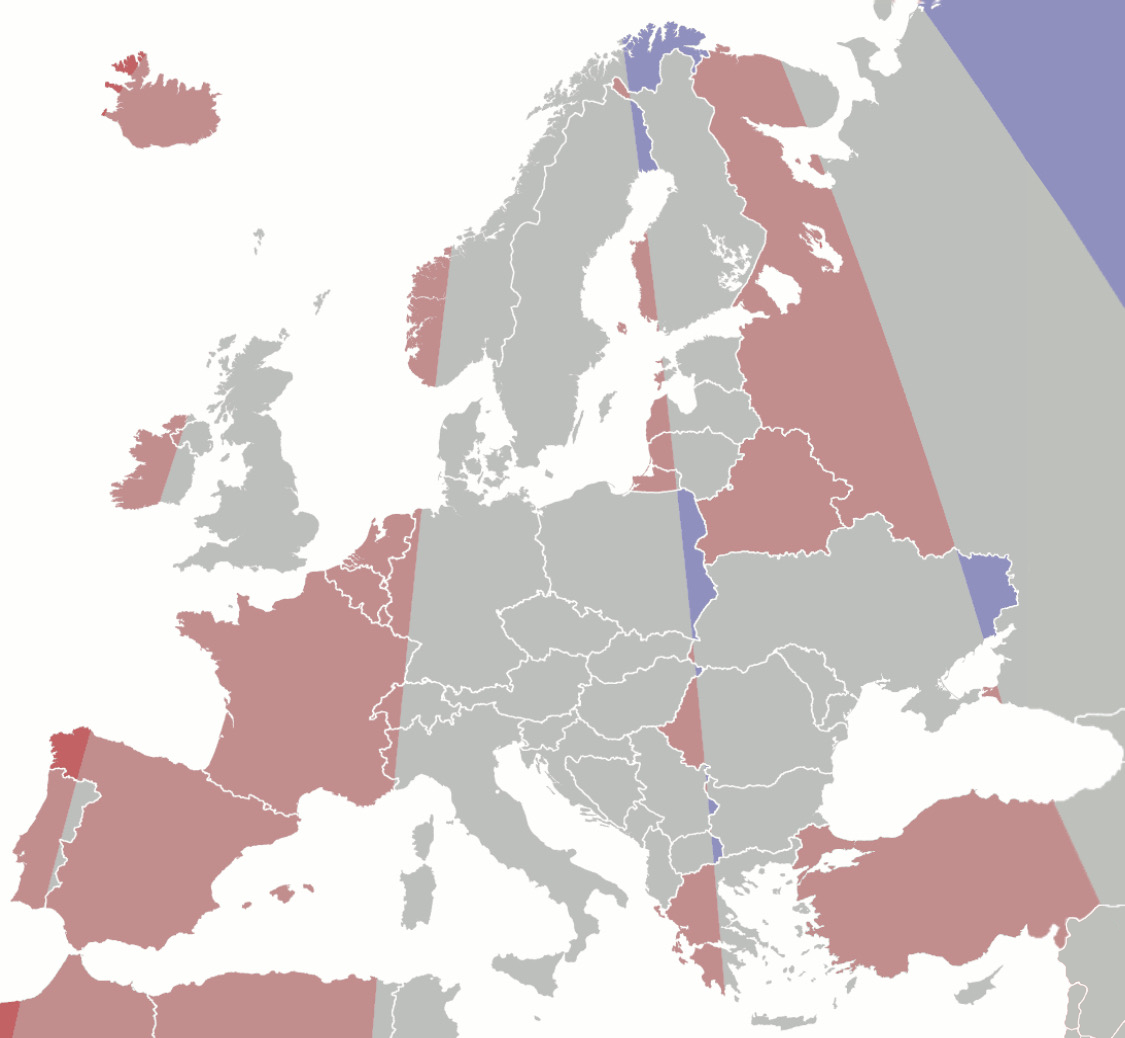
На этой карте показана разница между стандартным временем и местным средним временем в Европе в зимний период. Большая часть Западной Европы и западная часть европейской части России значительно опережают местное солнечное время.

| Цвет | Стандартное время в сравнении со средним местным временем |
| ---- | --------------------------------------------------------- |
|      | 1 ч ± 30 м позади                                         |
|      | 0 ч ± 30 м                                                |
|      | 1 ч ± 30 м впереди                                        |
|      | 2 ч ± 30 м впереди                                        |

| Цвет       | Летнее время в сравнении со средним местным временем |
| ---------- | ---------------------------------------------------- |
|            | 1 ч ± 30 м позади                                    |
|            | \| 0 ч ± 30 м \|                                     |
|            | 1 ч ± 30 м впереди                                   |
|            | 2 ч ± 30 м впереди                                   |
|            | 3 ч ± 30 м впереди                                   |
| 0 ч ± 30 м |                                                      |

## Использование
Из 27 стран-членов ЕС (все переходят на летнее время летом):
- На Азорских островах (Португалия) соблюдают азорское время.
- Ирландия, Португалия (кроме Азорских островов) и Канарские острова (Испания) используют западноевропейское время.
- Австрия, Бельгия, Хорватия, Чешская Республика, Дания, Франция (кроме заморских территорий), Германия, Венгрия, Италия, Люксембург, Мальта, Нидерланды, Польша, Словакия, Словения, Испания (кроме Канарских островов) и Швеция используют центральноевропейское время.
- Финляндия, Эстония, Латвия, Литва, Румыния, Болгария, Греция и Кипр используют восточноевропейское время

Из стран, не входящих в ЕС:
- Великобритания и Фарерские острова соблюдают западноевропейское время с переходом на летнее время, в то время как Исландия соблюдает его без перехода на летнее время.
- Норвегия, Швейцария, Босния и Герцеговина, Сербия, Косово, Северная Македония, Черногория, Албания, Сан-Марино, Ватикан, Андорра, Монако, Лихтенштейн и Гибралтар (британская заморская территория) переходят на центральноевропейское время с переходом на летнее время.
- Молдавия, Приднестровье, Украина (кроме Крыма) и Северный Кипр переходят на восточноевропейское время с переходом на летнее время, а Калининградская область — без перехода на летнее время (калининградское время).
- Беларусь, Россия (западная часть, включая Крым), Южная Осетия, Абхазия и Турция летом переходят на восточноевропейское время без перехода на летнее время.
- Армения, Азербайджан и Грузия используют UTC+04:00 без перехода на летнее время.
- В Казахстане используется UTC+05:00 без перехода на летнее время.

Заморские территории Дании, Франции и Нидерландов в основном расположены за пределами Европы и используют другие часовые пояса.